# Robert Blum (compositeur)
Pour les articles homonymes, voir Robert Blum et Blum.
Robert Blum, né le 27 novembre 1900 à Zurich et mort le 10 décembre 1994 à Bellikon, est un compositeur et chef d'orchestre suisse.

## Biographie
Il prend ses premiers cours de piano avec Reinhold Laquai, puis s'inscrit au Conservatoire de Zurich où il a pour professeurs Volkmar Andreae (composition et direction) et Carl Baldegger (piano). Il va à Berlin et étudie la composition de Ferruccio Busoni. De retour en Suisse, il devient compositeur et chef de différents chœurs et orchestres.

## Filmographie sélective
- 1938 : Le Fusilier Wipf
- 1939 : L'Inspecteur Studer
- 1940 : Les Lettres d'amour
- 1941 : Landammann Stauffacher
- 1942 : Der Schuss von der Kanzel
- 1942 : Das Gespensterhaus
- 1944 : Marie-Louise
- 1945 : La Dernière Chance
- 1947 : Meurtre à l'asile
- 1948 : Les Anges marqués
- 1949 : Swiss Tour
- 1950 : Quatre dans une jeep
- 1952 : Heidi
- 1953 : Le Village près du ciel
- 1954 : Uli, der Knecht
- 1955 : Uli der Pächter (de)
- 1957 : Der 10. Mai
- 1958 : Die Käserei in der Vehfreude
- 1960 : Anne Bäbi Jowäger
- 1961 : Anne Bäbi Jowäger
- 1961 : Filles perdues
- 1964 : Geld und Geist
- 1966 : Angeklagt nach § 218

## Source de la traduction
- (de) Cet article est partiellement ou en totalité issu de l’article de Wikipédia en allemand intitulé « Robert Blum (Komponist) » (voir la liste des auteurs).